# ئی‌ام‌دی اف۴۰پی‌اچ
ئی‌ام‌دی اف۴۰پی‌اچ (انگلیسی: EMD F40PH) یک لوکوموتیو دیزلی ساخت شرکت جنرال موتورز دیزل و الکترو-موتیو دیویژن بوده است.
این لوکوموتیو که مابین سال‌های ۱۹۷۵ تا ۱۹۹۲ و همچنین ۱۹۹۱ تا ۲۰۰۰ تولید میشده دارای ۱۶ سیلندر، ۳٬۰۰۰–۳٬۲۰۰ اسب بخار توان خروجی و ۱۷۷ کیلومتر بر ساعت سرعت نهایی بوده است.

## نگارخانه

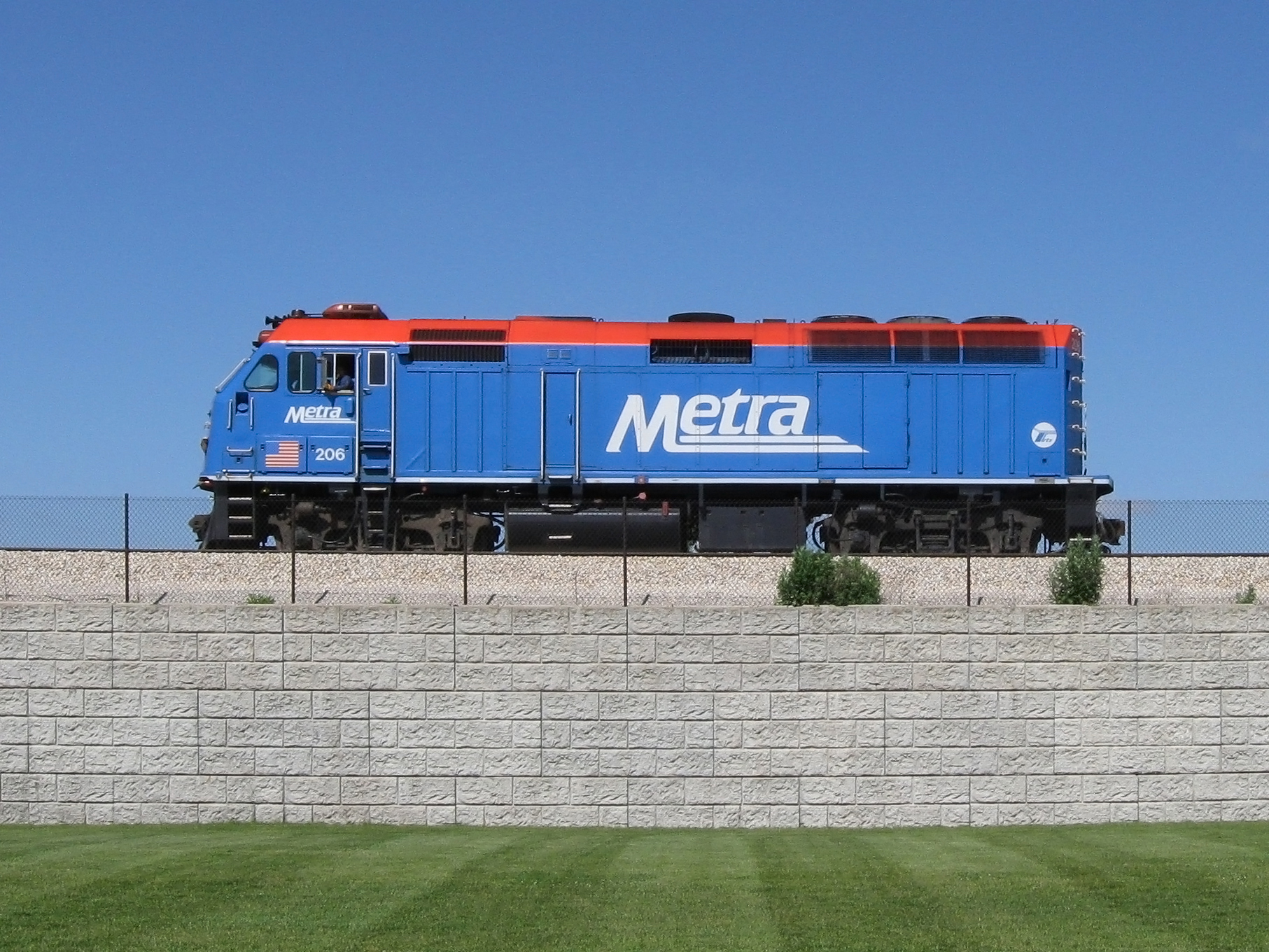
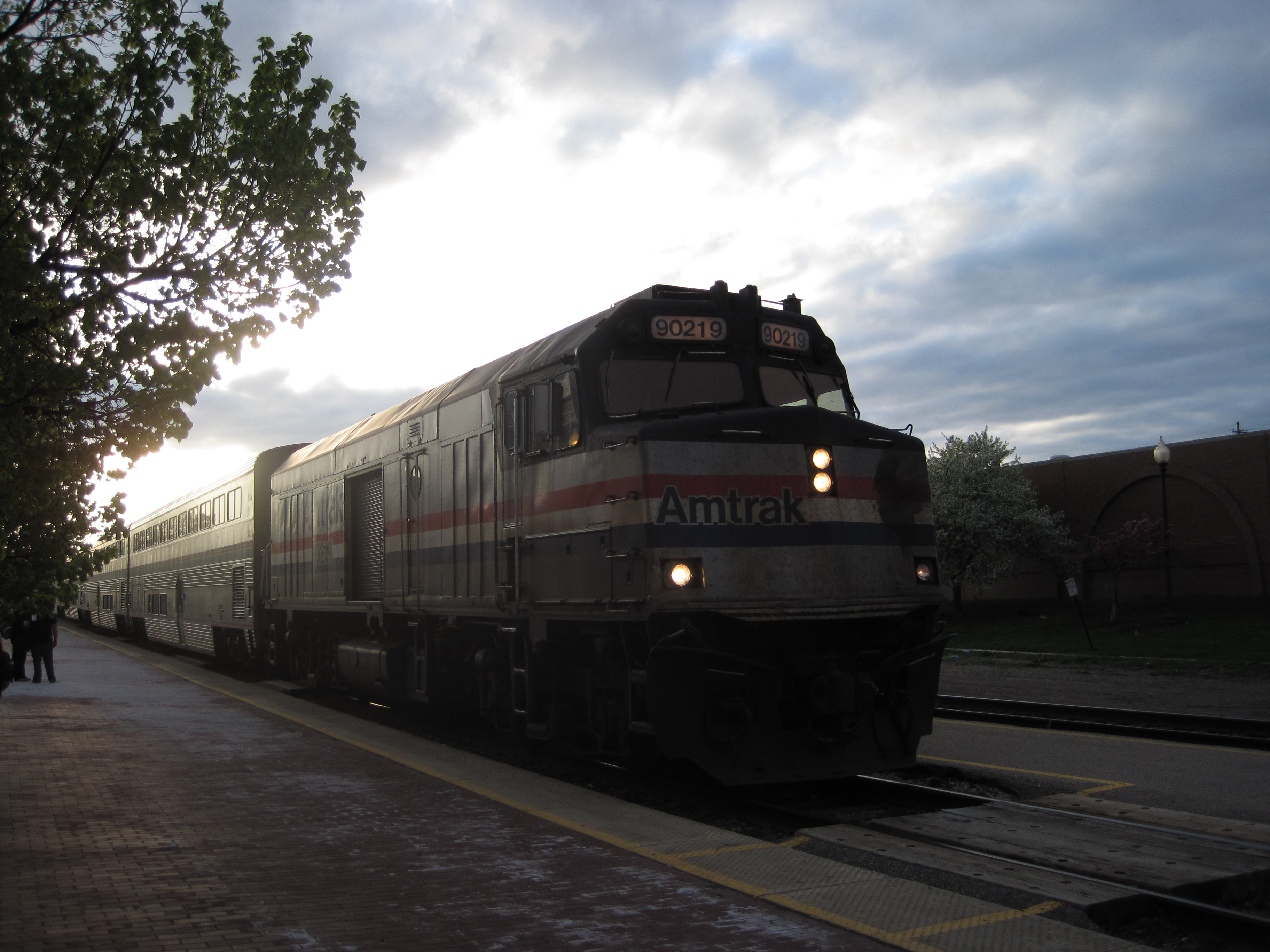
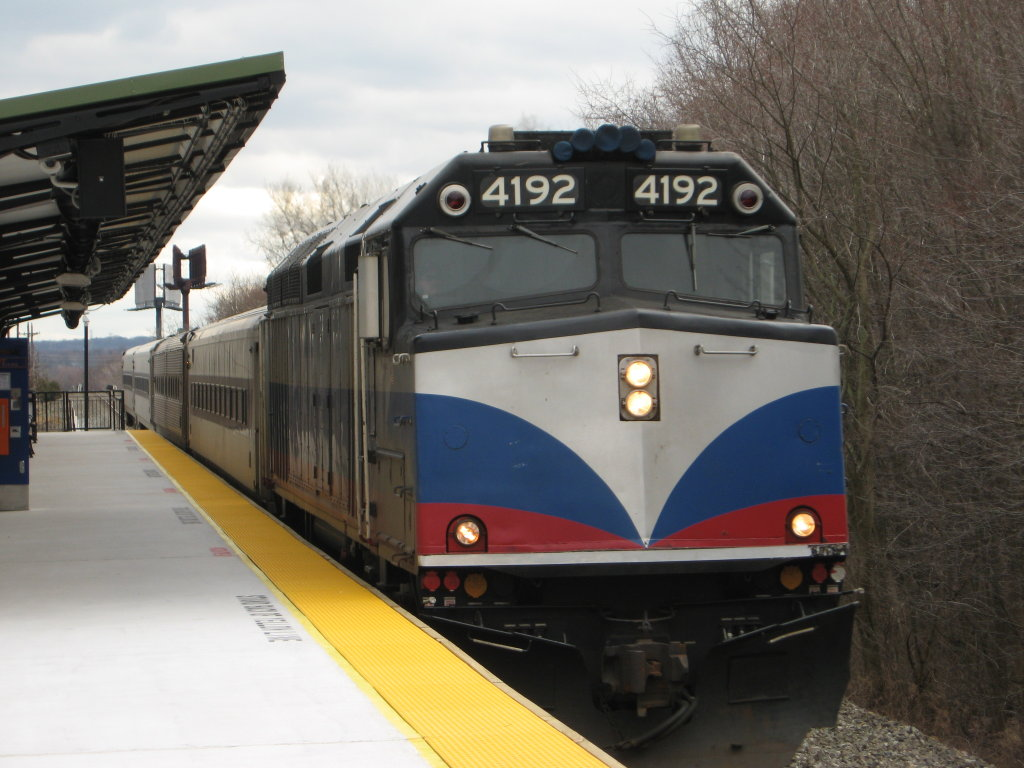
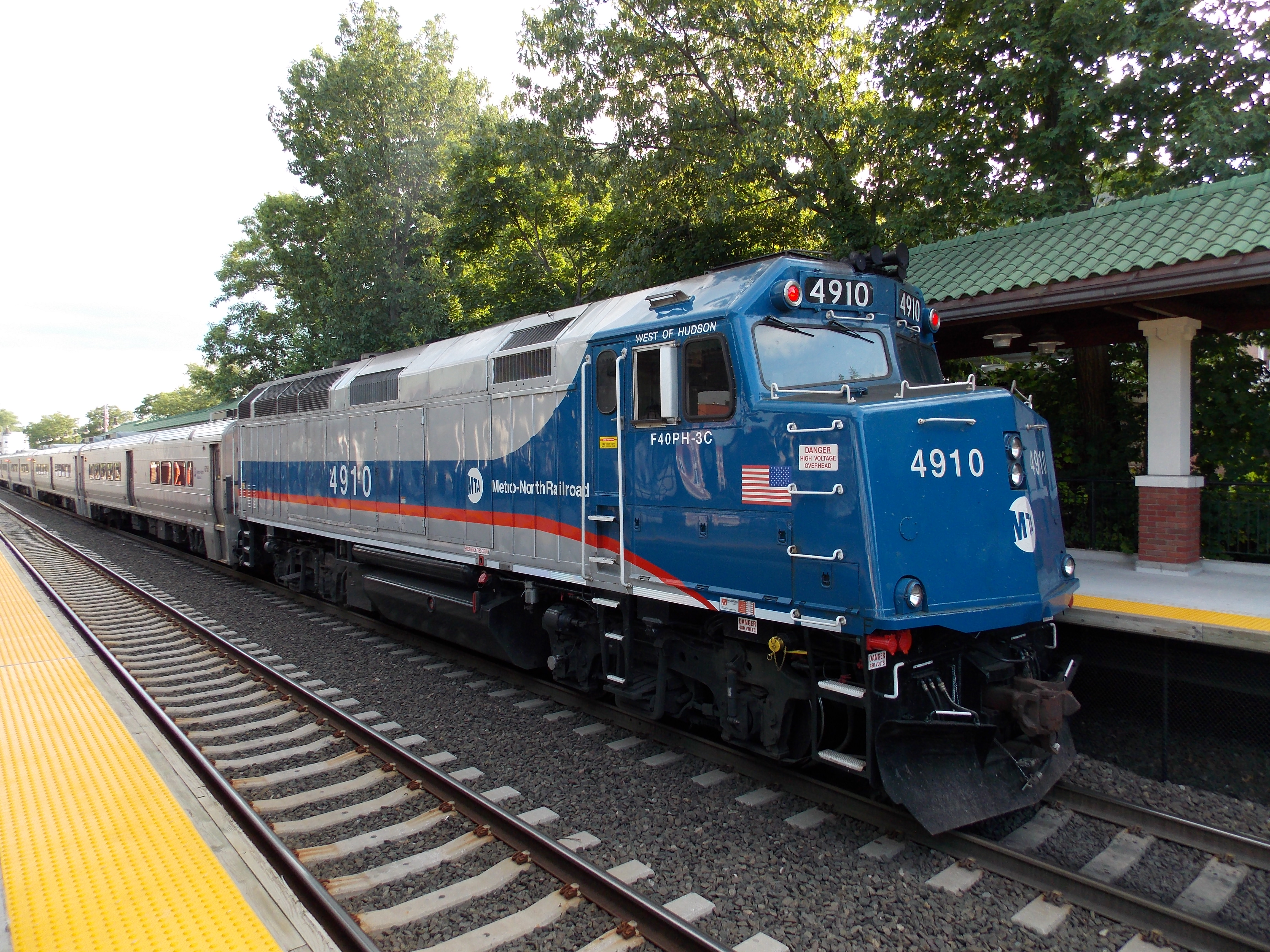
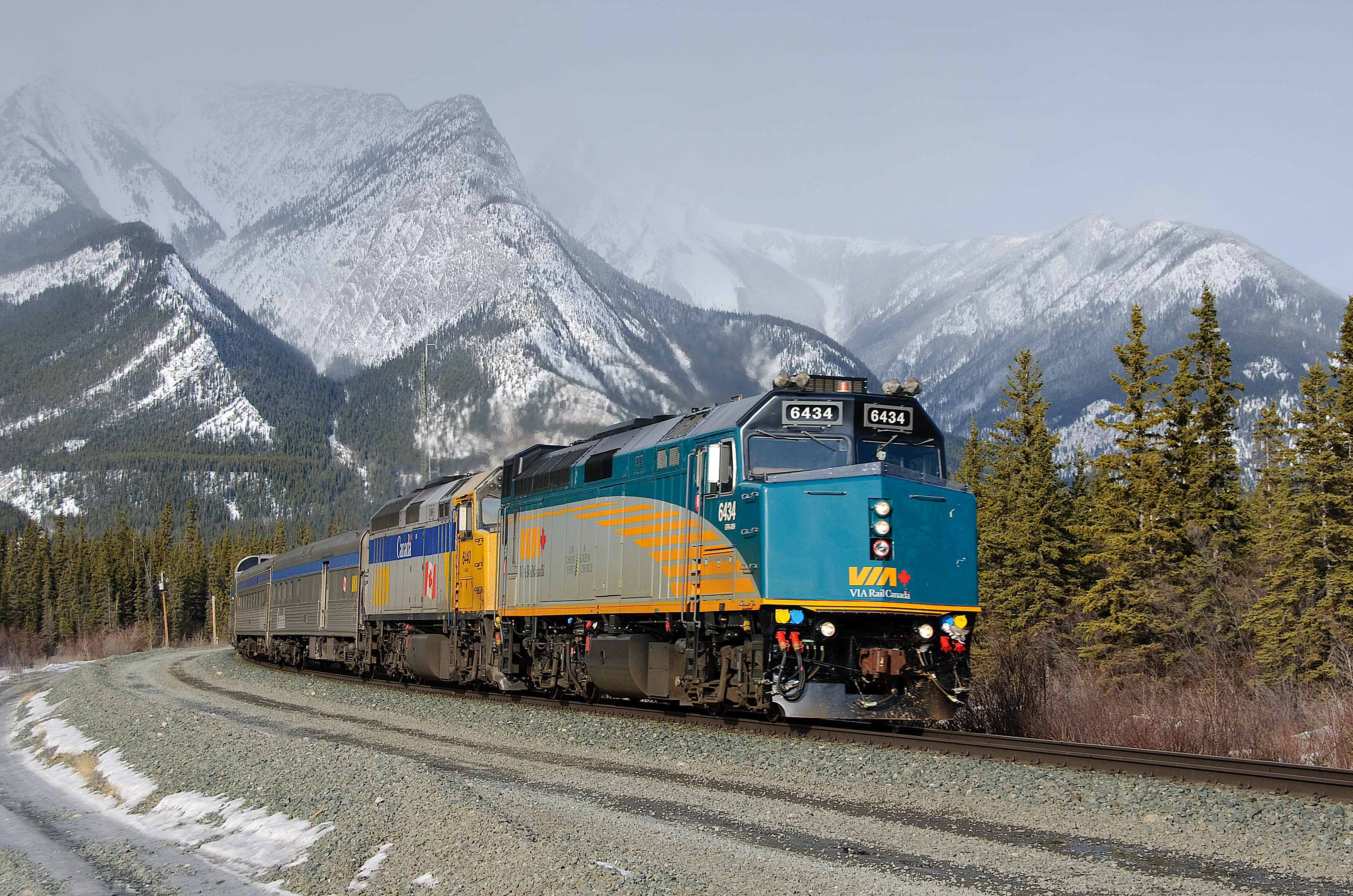
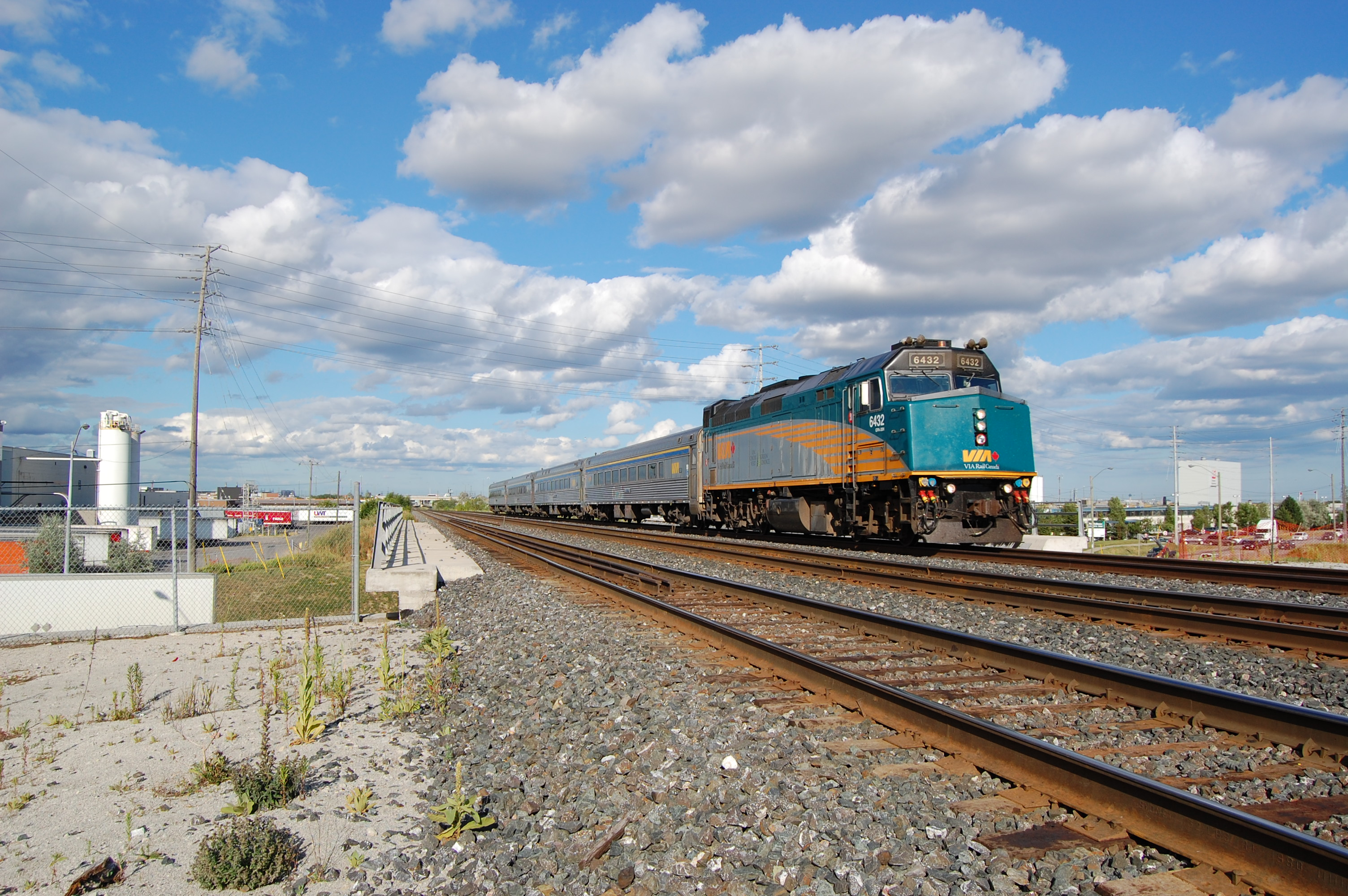
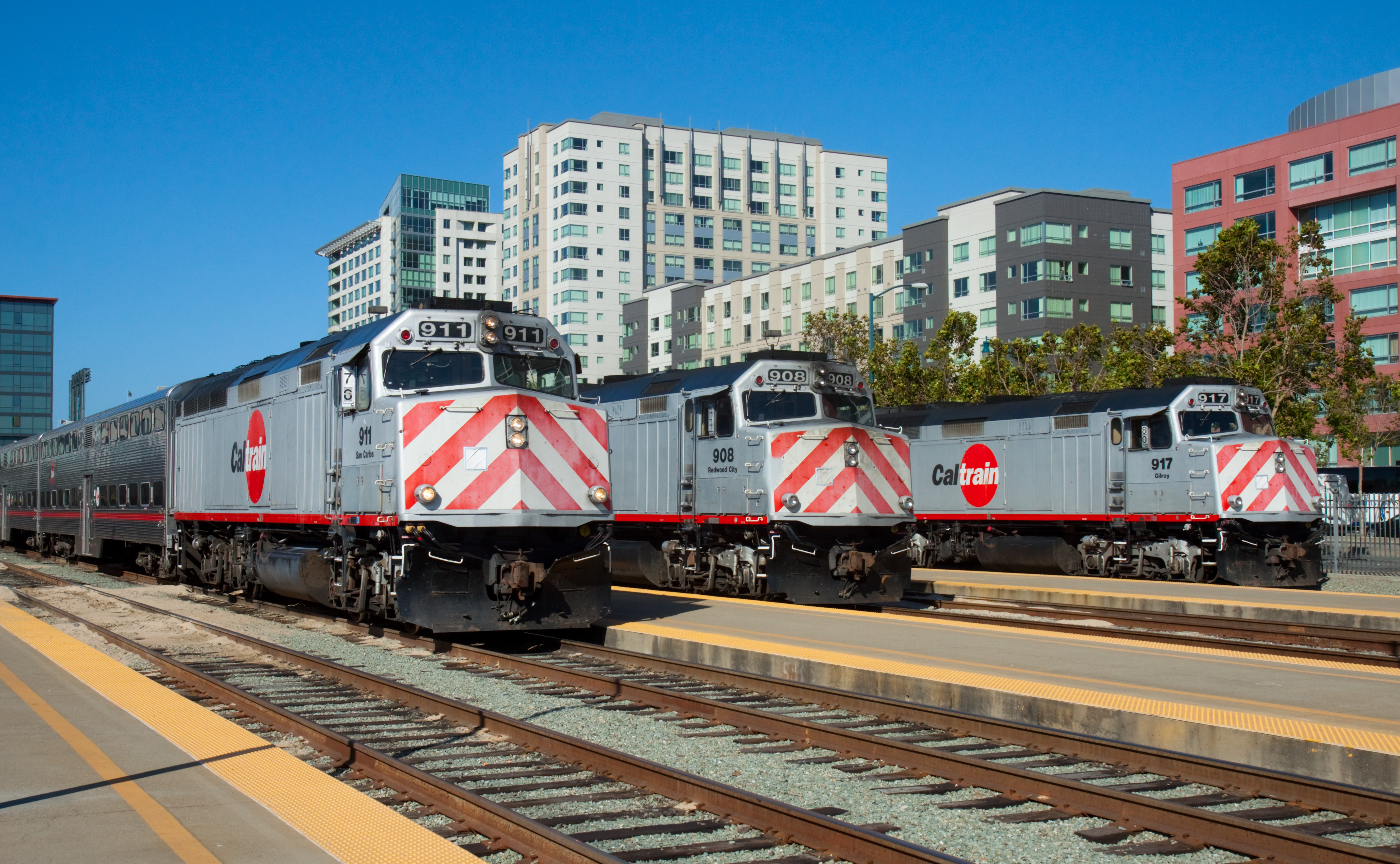
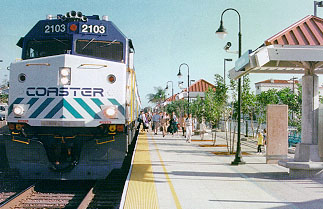
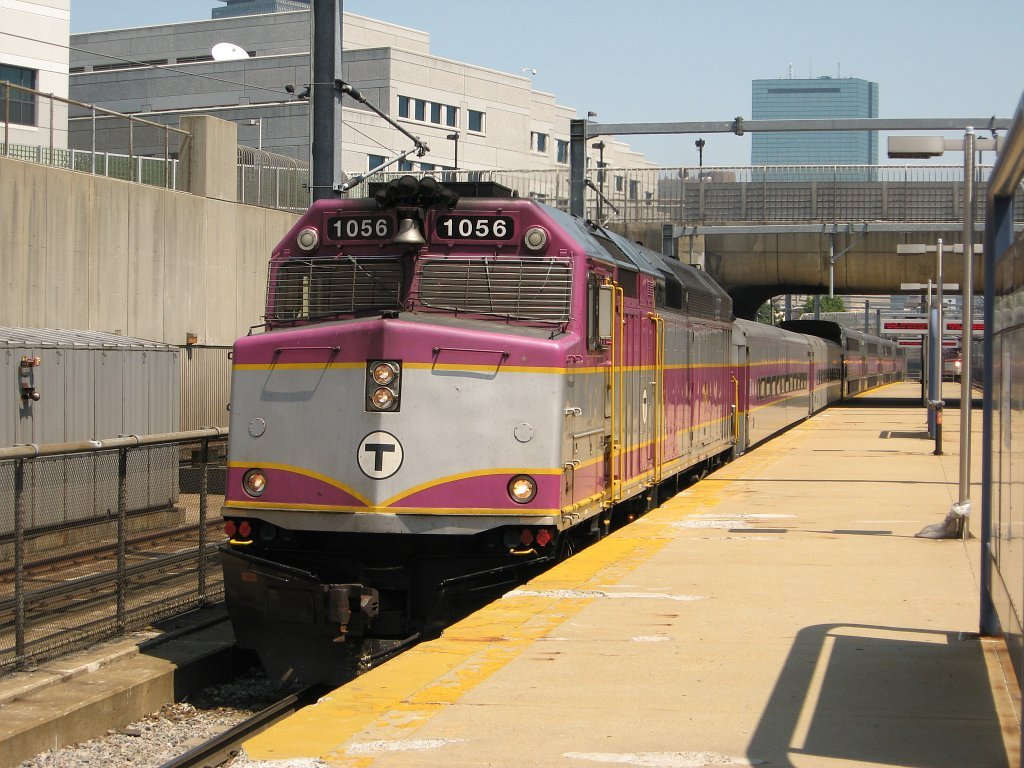
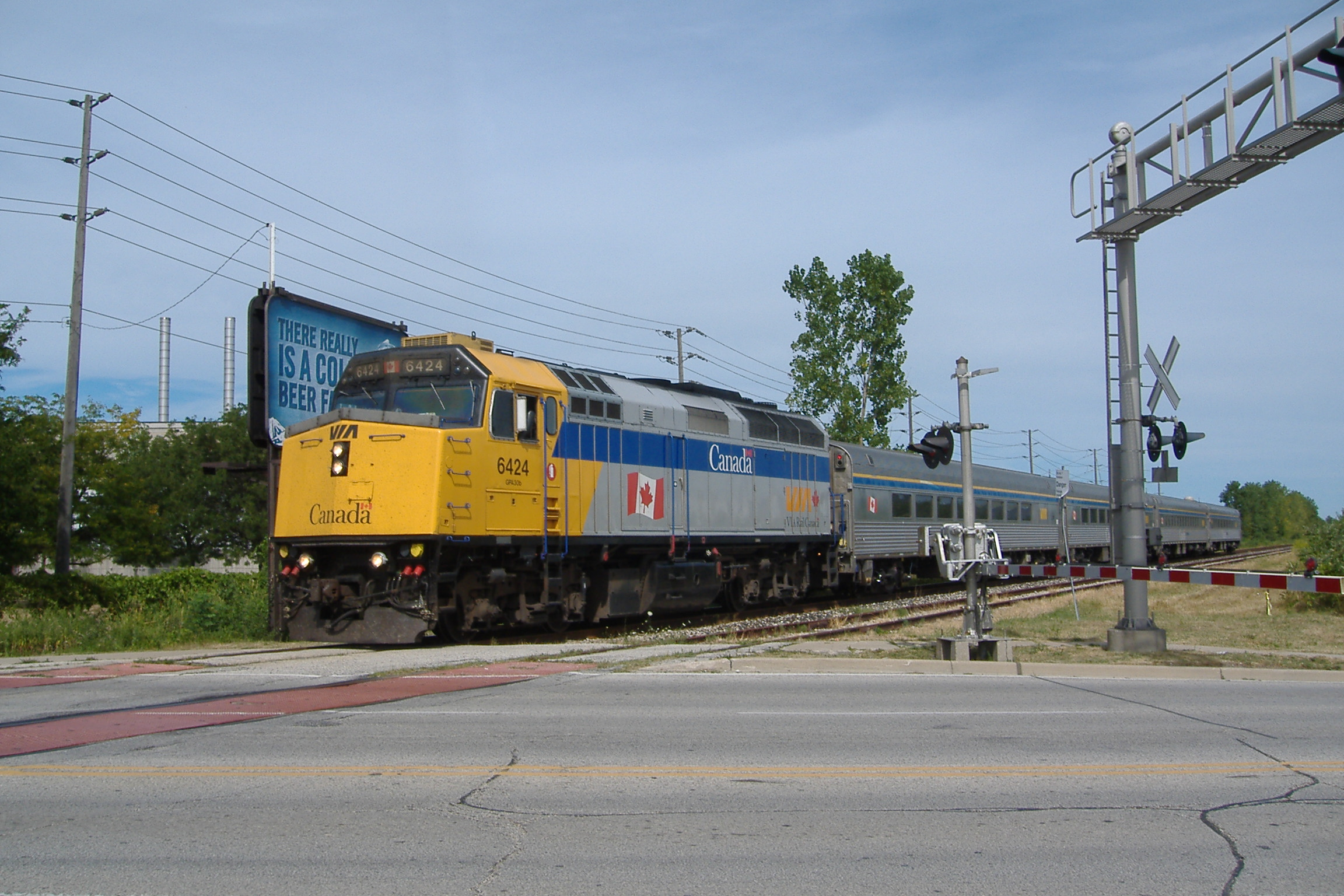